# امیرنشین موریا
امیرنشین موریا (یونانی: Δεσποτᾶτον τοῦ Μορέως)، از استان‌های امپراتوری بیزانس که پس از سقوط این امپراتوری توسط صلیبیون طی جنگ صلیبی چهارم، به‌عنوان حکومت خودکامه وابسته به خاندان بیزانسی پلاجیوس، حکومت خود را ادامه داد.